# 橳島町
橳島町（ぬでじままち）は、群馬県前橋市の地名。郵便番号は371-0817。2013年現在の面積は0.46km2。

## 地理
前橋市の南部、利根川左岸の前橋台地南部に位置する。

### 河川
- 利根川

## 地名
橳島の「橳」はJIS基本漢字に未収録だったことから機種依存文字となり、「ぬで島」と表記する場合もある。「橳」は後にJIS X 0213では収録された。
なお、JIS基本漢字に収録されている幽霊文字の一つである「椦」は、橳島町の「橳」を誤った字体で登録した可能性がある。

### 地名の由来
かつてこのあたりは谷地であり、ウルシ科の落葉小高木のヌルデ（ヌデ）が茂っていたことに由来する。

## 歴史
江戸時代からある地名であり、前橋藩領であった。

### 年表
- 1889年4月1日 町村制施行により、橳島村は六供村、市之坪村、上佐鳥村、朝倉村、後閑村、宮地村、下佐鳥村と紅雲分村、宗甫分村、前代田村、天川原村の各一部が合併し東群馬郡上川淵村が成立する。
- 1896年4月1日 郡統合（東群馬郡と南勢多郡の統合）により勢多郡に所属する。
- 1954年4月1日 周辺1町5村（元総社村、下川淵村、芳賀村、桂萱村、群馬郡東村、総社町）とともに上川淵村は前橋市へ編入する。そのため前橋市橳島町となる。

## 世帯数と人口
2017年（平成29年）8月31日現在の世帯数と人口は以下の通りである。
| 町丁   | 世帯数  | 人口  |
| ------ | ------- | ----- |
| 橳島町 | 199世帯 | 496人 |

## 小・中学校の学区
市立小・中学校に通う場合、学区は以下の通りとなる。
| 番地 | 小学校               | 中学校             |
| ---- | -------------------- | ------------------ |
| 全域 | 前橋市立上川淵小学校 | 前橋市立明桜中学校 |

## 交通

### 鉄道
鉄道駅はない。

### 道路
国道は通っておらず、県道は群馬県道・埼玉県道13号前橋長瀞線が通っている。

## 施設
- 飯玉神社